# 9299 Вінчетері
9299 Вінчетері (9299 Vinceteri) — астероїд головного поясу, відкритий 13 травня 1985 року.
Тіссеранів параметр щодо Юпітера — 3,424.